# Baix Llobregat
El Baix Llobregat (hiszp. Bajo Llobregat) – comarca (powiat) w Hiszpanii, we wspólnocie autonomicznej Katalonia. Liczy 692 892 mieszkańców i obejmuje powierzchnię 486,5 km². Stolicą jest Sant Feliu de Llobregat, a największym miastem – Cornellà de Llobregat.

## Gminy
- Abrera
- Begues
- Castelldefels
- Castellví de Rosanes
- Cervelló
- Collbató
- Corbera de Llobregat
- Cornellà de Llobregat
- El Prat de Llobregat
- Esparreguera
- Esplugues de Llobregat
- Gavà
- Martorell
- Molins de Rei
- Olesa de Montserrat
- Pallejà
- La Palma de Cervelló
- El Papiol
- Santa Coloma de Cervelló
- Sant Andreu de la Barca
- Sant Boi de Llobregat
- Sant Climent de Llobregat
- Sant Esteve Sesrovires
- Sant Feliu de Llobregat
- Sant Joan Despí
- Sant Just Desvern
- Sant Vicenç dels Horts
- Torrelles de Llobregat
- Vallirana
- Viladecans